# Hyaena
Hyaena is een geslacht uit de familie Hyaenidae (hyena's) waartoe twee soorten gerekend worden.

## Soorten
- Hyaena brunnea – Bruine hyena
- Hyaena hyaena – Gestreepte hyena